# August Kirsch (Sportfunktionär)

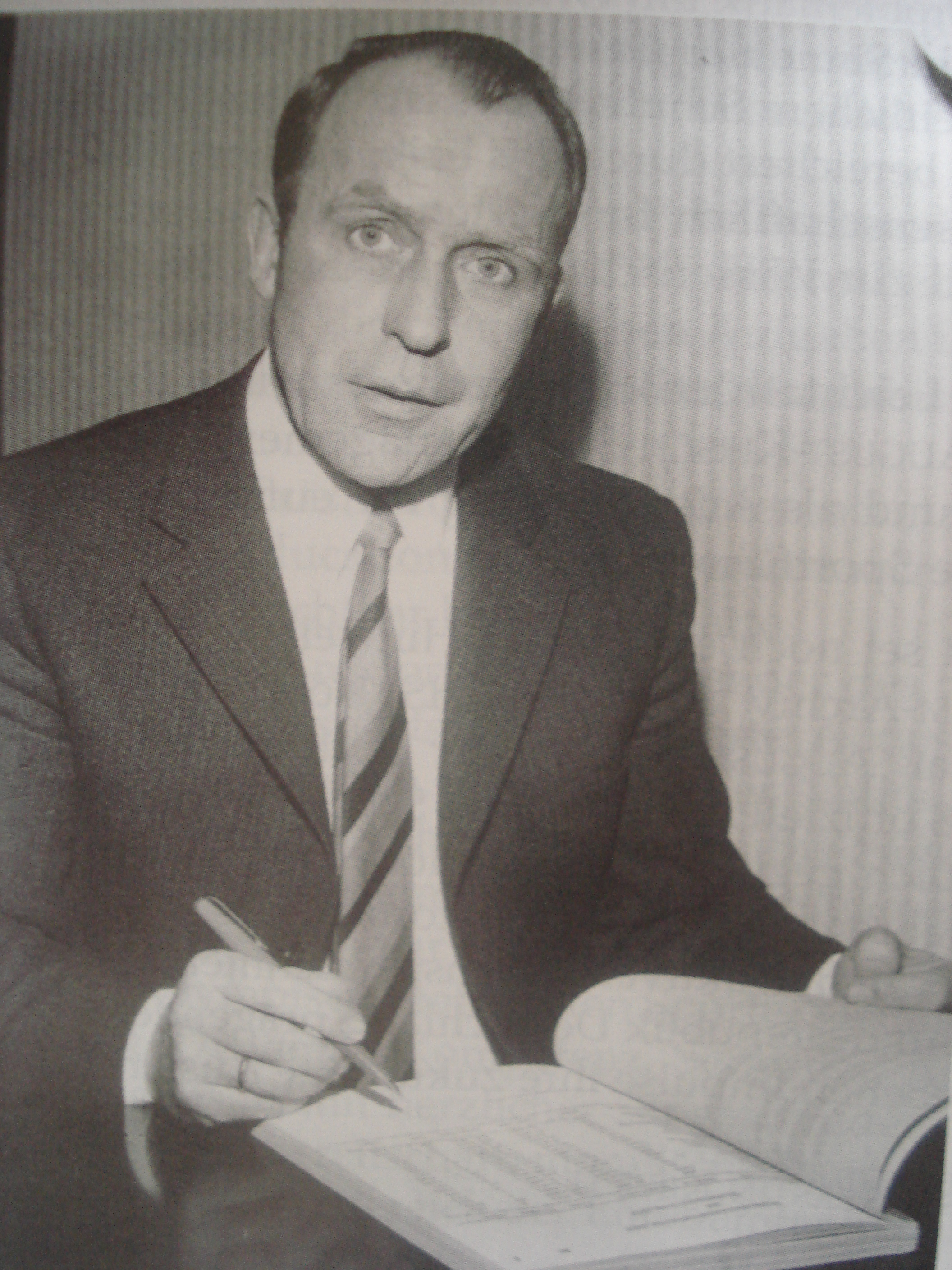
August Kirsch

August Kirsch, eigentlich Augustin Kirsch (* 14. September 1925 in Oberhausen; † 23. Dezember 1993 in Köln) war ein deutscher Leichtathlet, Sportwissenschaftler und Sportfunktionär. Er war langjähriger Präsident des Deutschen Leichtathletik-Verbandes und Vizepräsident des Nationalen Olympischen Komitees.

## Leben
August Kirsch begann seine berufliche Laufbahn als Leistungssportler. 1948 gewann er mit dem SC Rot-Weiß-Oberhausen bei den Deutschen Meisterschaften in der 4-mal-400-Meter-Staffel. Im selben Jahr nahm er ein Studium an der neu gegründeten Sporthochschule Köln auf, das er mit einer Diplom-Arbeit über Franz Lieber abschloss. Gleichzeitig studierte er an der Universität zu Köln Geschichte, Latein und Englisch. Seine Promotion erlangte er 1952 mit dem Hauptfach Neuere und Mittlere Geschichte, seine Dissertation war eine um umfangreiche Archivstudien erweiterte Fassung seiner Diplom-Arbeit über den Turner und Freiheitskämpfer Franz Lieber.
Im Hauptberuf war Kirsch zunächst Studienrat am Gymnasium. In den folgenden Jahren übernahm er jedoch zahlreiche Aufgaben und Ehrenämter im öffentlichen Sport. So lehrte er ab 1964 an der Sporthochschule Köln, wo er 1968 zum Studienprofessor ernannt wurde und er erlangte dort 1975 als erster ehemaliger Dozent überhaupt als Direktor des Bundesinstitut für Sportwissenschaft eine Honorarprofessur. In der Sportpolitik war er zunächst Jugendwart des Deutschen Leichtathletik-Verbandes. Von diesem Amt trat er 1969 zurück, sodass er an den Fehlentscheidungen des Verbandes, die zum Boykott der Europameisterschaften durch die deutsche Mannschaft geführt hatte, nicht involviert war. So konnte er als erfahrener Verbandsvertreter, der mit jungen selbstbewussten Athleten, vor allem Studenten, Erfahrung hatte, zum neuen Präsidenten gewählt werden. Hier exponierte er sich fünfzehn Jahre lang als Präsident (1970–1985). Höhepunkt der Amtszeit waren die Olympischen Spiele von München, bei denen seine Athleten mit sechs olympischen Goldmedaillen ausgezeichnet wurden. Weitere Ämter bekleidete Kirsch unter anderem als Präsidiumsmitglied des Internationalen Leichtathletik Verbandes (IAAF), als Vorsitzender des International Council of Sport Science and Physical Education (ICSSPE), sowie als Mitglied im Bundesausschuss für Wissenschaft und Bildung des Deutschen Sportbundes. Als NOK-Vizepräsident bewarb er sich auch um das Amt des Vorsitzenden. In der Kandidatenkür wurde jedoch dem jüngeren Walther Tröger der Vorzug gegeben.
Dem Buch „Doping im Spitzensport - Sportwissenschaftlichen Analysen zur nationalen und internationalen Leistungsentwicklung“ zufolge steht fest, dass Kirsch in den 1970er Jahren „mehr als nur vage über die Anabolikasituation im Leichtathletik-Verband informiert war“. Kirsch habe mindestens seit 1975 „um ein Doping mit jungen Sportlern“ gewusst und nichts dagegen unternommen. Im ersten Band des „Das Anti-Doping-Handbuches“ wird Kirsch als der „wohl am meisten dopingbelastete Spitzenfunktionär in der Geschichte des bundesdeutschen Sports“ bezeichnet.
Von 1973 bis 1990, bis zu seiner Pensionierung, leitete August Kirsch das Bundesinstitut für Sportwissenschaft. Hier hatte er entscheidenden Einfluss, dass die Trainerakademie Köln des Deutschen Olympischen Sportbundes nach Köln kam und ließ es sich nicht nehmen, kontinuierlich darin zu unterrichten. Als Wissenschaftler mit internationaler Reputation verfasste er zahlreiche sportwissenschaftliche Schriften vor allem zur Sportpädagogik. Er gilt als einer der bedeutendsten deutschen Sportführer der Nachkriegszeit.
August Kirsch war verheiratet und Vater von drei Kindern. Sein Sohn ist der Manager Wolfgang Kirsch.

## Auszeichnungen
- Ehrenpräsident des Deutschen-Leichtathletik-Verbandes (DLV)
- Ehrenmitglied des Europäischen Leichtathletikverbandes (EAA)
- Ehrenmitglied des Nationalen Olympischen Komitees (NOK)
- Bundesverdienstkreuz 1. Klasse (1982)
- Großes Verdienstkreuz